# Рентон (Вашингтон)
Рентон (англ. Renton) — город в округе Кинг, штат Вашингтон (Соединённые Штаты Америки). Расположен в 13 милях (21 км) к юго-востоку от Сиэтла, у юго-восточного берега озера Вашингтон.
Население города по переписи 2000 году составляло 50 052, по оценке Управления финансовой деятельности штата Вашингтон на 1 апреля 2008 года — 78 780 человек (такой резкий рост обусловлен присоединением к городу района Бенсон-Хилл, располагавшегося непосредственно у его юго-восточной окраины).

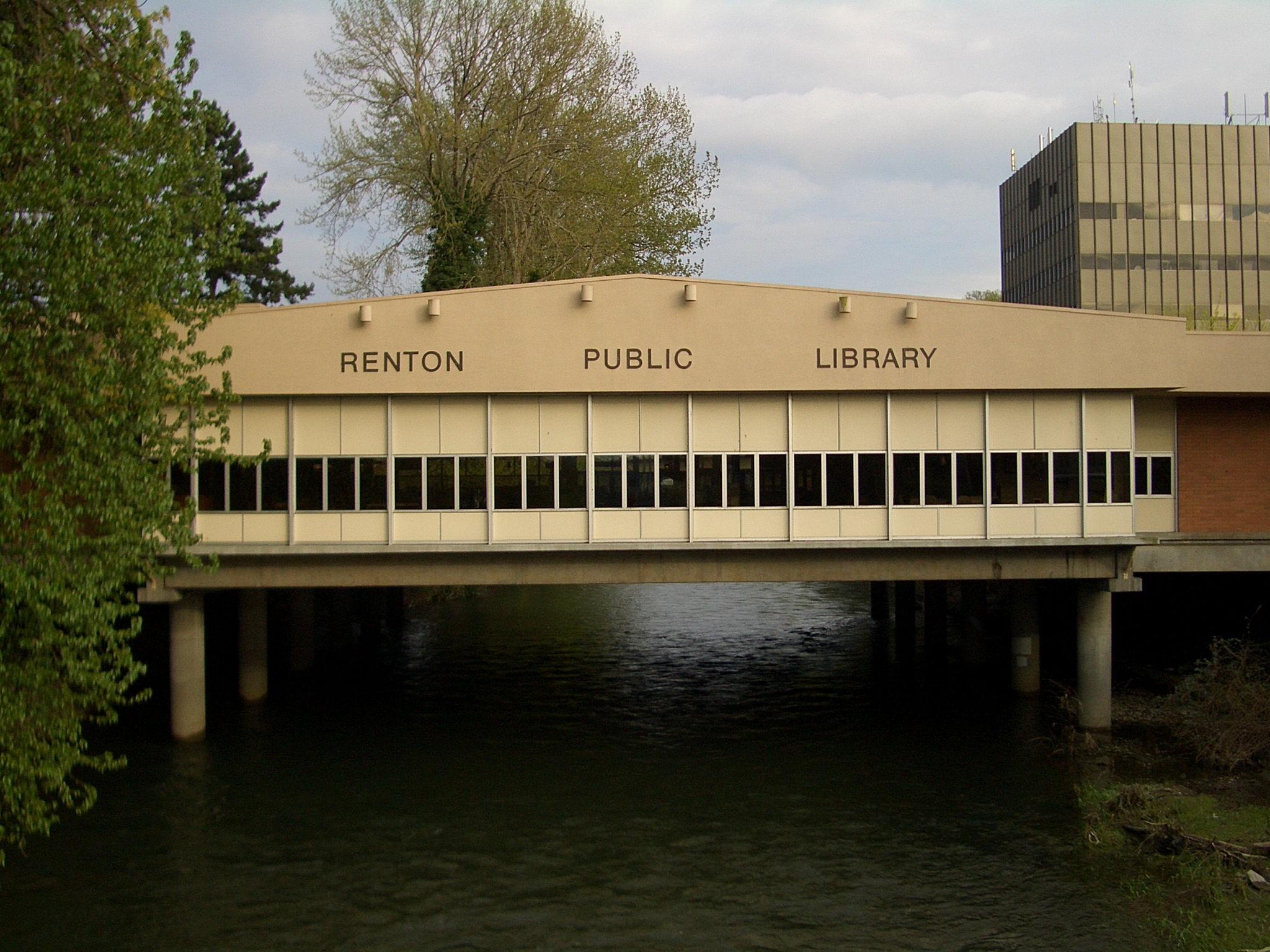
Публичная библиотека Рентона

## История
До Рентона можно было добраться по «Железной дороге Сиэтла и Уолла-Уоллы», первой железной дороге, построенной в Сиэтле, проходившей в непосредственной близости от нескольких угольных шахт, привлёкших внимание предпринимателя Эразмуса М. Смитерса. Ему и приписывают основание города в 1875 году.
Смитерс назвал Рентон в честь капитана Уильяма Рентона, местного торговца лесоматериалами и кораблями, вложившего большие средства в торговлю углём.
Население города резко увеличилось во время Второй мировой войны, когда компания Boeing построила там свой завод для производства бомбардировщиков B-29 Superfortress. Численность жителей Рентона выросла с 4488 человек в 1940 году до 16039 человек в 1950 году.

## География
По данным Бюро переписи населения США общая площадь города составляет 23,54 квадратных мили (60,97 км²), из которых 23,12 квадратных миль (59,88 км²) — суша, а 0,42 квадратных мили (1,09 км²) — водоёмы.
Рентон граничит на севере с Ньюкаслом (штат Вашингтон). На востоке вдоль Рентона проходит установленная округом Кинг граница городского развития.

## Известные люди
В городском Мемориальном парке Гринвуд похоронен легендарный рок-музыкант Джими Хендрикс.